# Веласко-и-Кастилья, Луис де
Луис де Веласко-и-Кастилья-и-Мендоса, граф де Сантьяго, маркиз де лас Салинас дель Рио Писуэрга (исп. Luis de Velasco y Castilla y Mendoza, Conde de Santiago y Marqués de las Salinas del Río Pisuerga; 1534, Каррион-де-лос-Кондес, Паленсия, Испания — 7 сентября 1617, Севилья, Испания) — испанский дворянин и колониальный чиновник из рода Веласко. Дважды занимал пост вице-короля Новой Испании в 1590—1595 и 1607—1611 годах. Вице-король Перу с 1596 по 1604.
Луис де Веласко-и-Кастилья был сыном второго вице-короля Новой Испании Луиса де Веласко.

## Ранняя карьера
Луис де Веласко-младший родился в Испании и в юности сопровождал своего отца в Новую Испанию, куда его отец был назначен на должность вице-короля. Молодость Луиса де Веласко прошла в Мехико, после смерти своего отца он остался жить в Новой Испании и поступил на службу членом муниципального совета. Однако вскоре у него испортились отношения с вице-королём Альваро Манрике де Суньигой и он вынужден был отправиться обратно в Испанию. Там он попал на приём к королю Филиппу II, который назначил его послом во Флоренцию.

## Первое правление в Новой Испании
19 июля 1589 года Веласко получил назначение на должность вице-короля Новой Испании. В это время Испании достигли вести о том, что в колонии неспокойно, и ему было посоветовано отправляться не напрямую в главный порт Веракрус, а отправиться сначала в город Тамиахуа. Однако, достигнув колонии, он застал обстановку в оной в полном спокойствии и отправился в Веракрус, где высадился в середине декабря того же года.
Из Веракруса он отправился в Мехико, вступив в должность 27 января 1590 года. Его приход к власти восприняли с одобрением все сословия Мехико.
В 1591 году он примирил индейцев племени чичимеков, которые до этого не покорялись испанцам и доставляли им много проблем. Индейские вожди попросили испанцев поставлять им пищу, Веласко согласился на их условия и с ними был подписан мирный договор. На места проживания индейцев были посланы около 400 испанских семей, среди них были основаны 4 францисканских миссии с центром в Сакатекас. Веласко ослабил налоговое бремя на индейцев, а также предпринял меры для ассимиляции и облегчению интеграции индейцев в общество колонии.
В его правление были предприняты меры по развитию промышленности в регионе. Для защиты от пиратов он укрепил крепость Сан-Хуан де Улуа в Веракрусе.

## В Перу
В 1595 году Веласко был назначен на пост вице-короля Перу, в ноябре того же года он отплыл из порта Акапулько в Лиму. Проведя восемь лет в Перу, он сказался больным и уставшим и попросил разрешения отъехать обратно в Новую Испанию.

## Второе правление в Новой Испании
25 февраля 1607 года испанским королём Филиппом III Веласко был вновь назначен вице-королём Новой Испании. 2 июля того же года он принял власть и приступил к строительству канала для ликвидации главной на тот момент проблемы Мехико — наводнений. В период дождей Мехико из года в год подвергалось различной степени наводнениям. Проект был подготовлен инженером Энрике Мартинесом и математиком из ордена иезуитов Хуаном Санчесом. Строительство канала началось 28 ноября 1607 года.
В феврале 1607 года из Испании прибыл королевский указ, запрещающий чрезмерную эксплуатацию индейцев и направленный на их защиту. Веласко строго приказал исполнять этот указ эномьендерос и сборщикам налогов. Как и его отец, вице-король прослыл в колонии как последовательный защитник индейцев.
В 1609 году по колонии распространились слухи о возможном восстании негров-рабов. Веласко принял профилактические меры по недопущению восстания, он послал вооружённый отряд для борьбы с беглыми рабами и мятежниками, осуществлявшими нападения на дороге между Веракрусом и Мехико. Лидер мятежников, Гаспар Янга, передал через командира отряда испанцев письмо к вице-королю, в котором содержалась информация о плохом обращении с неграми их хозяевами. Веласко принял письмо к рассмотрению, но к тому времени кровопролитное подавление восстания, приведшее к значительным жертвам с обеих сторон уже состоялось. После восстания Веласко принял решение селить беглых рабов в Кордове.

## Контакты с Японией
В период нахождения в должности вице-короля Веласко был вовлечён в дела по установлению дипломатических и торговых отношений с Японией. В 1610 году в Новую Испанию на японском военном корабле Сан-Буэно Вентура прибыло японское посольство во главе с Тонака Шозуки вместе с миссионером Луисом Сотело. Прибывшие японцы разрешили послать в Японию в качестве посла известного исследователя Себастьяна Вискаино, в задание Вискаино входило также обнаружение легендарных «золотых и серебряных островов», которые, как предполагалось, находились к востоку от Японии. «Золотые и серебряные острова», как и многие другие легенды, будоражили умы испанцев в то время. Луис де Веласко решил конфисковать японское судно, опасаясь того, что японцы освоят науку дальних плаваний.
Вискаино отплыл от Акапулько 22 марта 1611 года, 16 июня того же года они прибыли в Урагу. Оттуда Вискаино отправился в Эдо (совр. Токио), где встретился со вторым сёгуном Токугава Хидетадой, после он отправился в Сумпа, где встретился с бывшим сёгуном Токугава Иэясу. Вискаино, потеряв свой корабль, вернулся из Японии на борту японского галеона, прибывшего в Акапулько 25 января 1614 года. Возвращаясь, он сопровождал японское посольство во главе с Хасэкура Цунэнага, отправленного в Испанию вместе с ещё 140 японцами.

## Возвращение в Испанию
В 1610 году король Филипп III в честь заслуг Луиса де Веласко даровал ему титул маркиза де лас Салинас, 27 декабря того же года назначил его председателем совета по Индии, своего рода колониальным министром. В 1611 году Веласко отбыл в Испанию, чтобы занять свою новую должность. На посту председателя совета по Индии он оставался до 7 августа 1617 года. Скончался спустя ровно месяц после отставки в Севилье.